# 어족

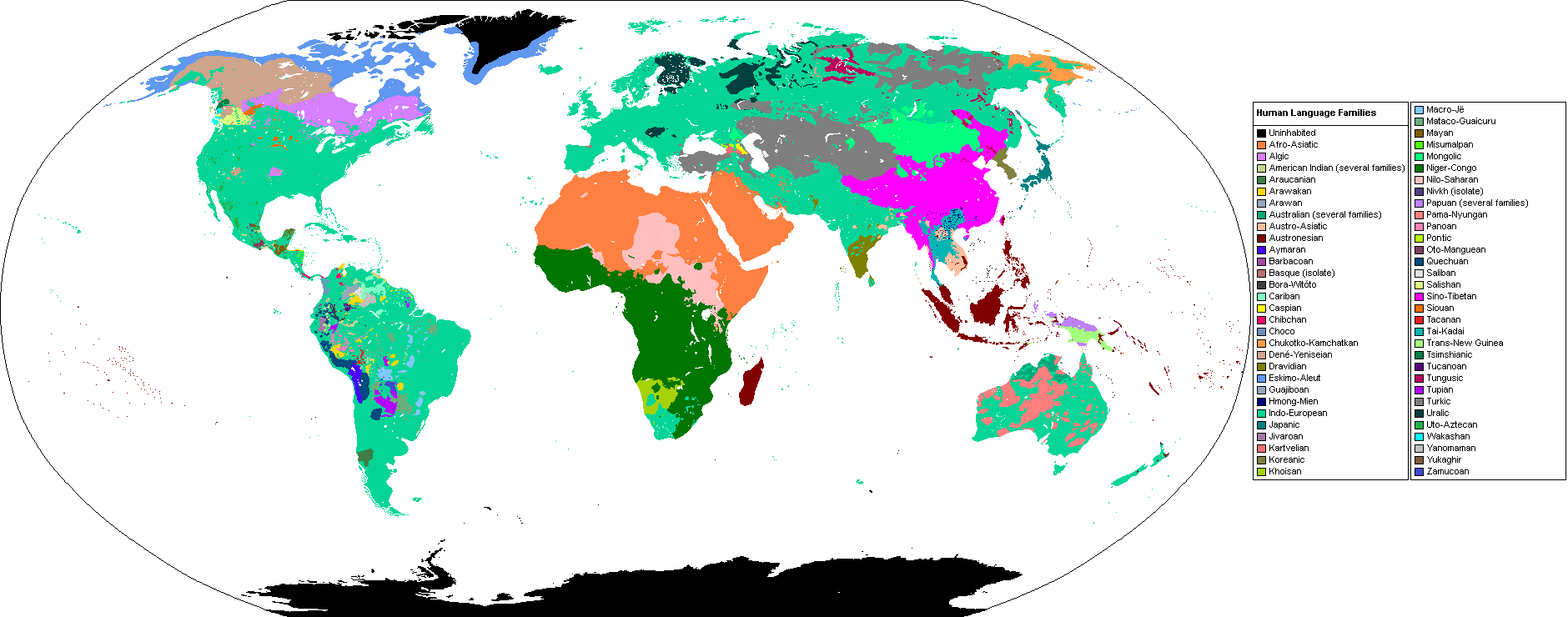
현존하는 자연어 어족들의 분포를 나타내는 지도.

어족(語族,영어: language family)은 언어학에서 하나의 공통된 조어에서 갈라나왔다고 추정되는 여러 언어들을 통틀어 일컫는 말이다.

## 어족의 구성과 분류

### 자연어
대부분의 자연어는 여러 어족에 각기 속해 있다. 엄밀한 의미에서 어족은 계통적, 발생적으로 하나의 단위를 이루는 언어 집단을 의미하는데, 이것은 해당 어족의 모든 언어는 하나의 공통된 조상에서 갈라져 나왔음을 의미한다. 따라서 어족의 개념은 한 언어의 역사적이고 계통적인 조상이 있다는 개념을 포함하고 있으며, 한 언어에서 다른 언어로 오랜 시간에 걸쳐 점진적인 변화가 일어남을 함축하고 있다. 이러한 개념은 언어가 급격하게 변화했거나 교체되었다는 견해를 부정하는 것이다. 그러나 이러한 언어학적인 조상의 개념은 생물학적인 조상의 개념보다 불분명한데, 혼성어와 같은 몇몇 극단적인 역사적 언어접촉이 있기 때문이다. 특히 다른 어족의 언어 간의 혼성어의 경우 여러 어족의 특징이 동시에 나타나는 경우가 많아 어느 어족에 속하는지 불분명하거나 잘못 추측할 수 있는 가능성이 있다. 그러나 이런 혼성어와 같은 경우는 실제론 상대적으로 상당히 드물며, 대부분의 언어의 경우에는 그다지 불분명하지 않게 개개의 어족들에 분류해 넣을 수 있다.
어족에 속한 언어들의 공통 조상은 공통조어(祖語: protolanguage)라고 한다. 이러한 조어들 중에서 대표적인 예가 가장 잘 알려진 어족 가운데 하나인 인도유럽어족의 조어인 인도유럽조어(인구조어, 印歐祖語, Proto-Indo-European: 보통 PIE로 줄여 쓴다.)이다. 인도유럽조어는 문자가 발명되기 이전 시기의 언어이므로 구체적인 기록이 남아 있지는 않다. 그러나 때로는 일련의 언어들의 조어가 역사상의 실제하는 언어로 판별되기도 한다. 라틴어(혹 통속라틴어)의 각 지방의 방언들이 오늘날 로망스어군의 여러 언어들로 발달했기 때문에, 고전기 작가들의 문어 라틴어, 고전 라틴어와 정확하게 일치하지는 않더라도 로망스조어는 라틴어와 거의 일치한다. 이와 비슷한 예가 고대 노르드어의 경우로, 다소 기록으로 남아있는 고대 노르드어는 각지로 퍼져서 여러 곳의 방언들이 각기 오늘날의 노르웨이어, 스웨덴어, 덴마크어, 페로어, 아이슬란드어 등의 조상이 되었다.
한 어족의 공통 조상으로 직접적으로 알려진 것은 거의 없다. 그 이유는 몇몇 고전어들을 제외하고는 대부분의 언어들이 상대적으로 최근의 짧은 기간 동안 집중적으로 기록되었기 때문이다. 하지만 비교언어학적 방법들을 적용함으로써 조어의 많은 특징들을 복원하는 것이 가능하다. 이러한 복원 과정은 주로 여러 언어들의 낱말들 사이에 나타나는 말소리의 규칙적인 대응관계를 토대로 이루어지며, 이와 관련된 연구방법론은 비교 재구(比較再構:comparative reconstruction)라고 불린다. 비교재구는 19세기 초기부터 오랜 시간에 걸쳐 라스크(Rasmus Christian Rask), 야콥 그림(Jakob Grimm), 아우구스트 슐라이허(August Schleicher), 젊은이 문법학파(독: Junggrammatiker/영: neo-grammarians) 등등의 일군의 비교언어학자들에 의해 정교하게 발전해 왔다. 그리고 이러한 비교언어학적 방법은 아래에 제시된 수많은 어족들의 정당성을 입증한다.
어족은 더 작은 계통적, 발생적 단위로 나뉠 수 있는데 관습적으로 어족의 하위 부류는 ‘어파’라고 불린다. 하지만, ‘어족’이라는 용어가 계통수에서 어떤 특정한 단계를 지칭하는 데 제한된 것은 아니다. 예를 들어, 게르만어족은 인도유럽어족의 하위 부류이다. 일부 학자들은 ‘어족’이라는 용어를 특정 단계에만 사용하려고 하지만 이러한 용어 사용에 대해서는 어떤 합의나 동의가 존재하지 않는다. 이들은 ‘어파’의 하위부류를 ‘어군’이라고 부르기도 하고 ‘어족’보다 큰 단위를 ‘대어족’이라는 용어로 지칭하기도 한다.

#### 고립된 언어
언어들 중에서 확실히 어느 어군으로 분류할 수 없는 언어를 고립된 언어(language isolate)라 한다. 어족 내에서도 다른 어족 내의 언어들과 친족관계가 밝혀지지 않아 별개의 어파로 분류해야 하는 고립된 언어가 있다. 인도유럽어족의 경우에는 그리스어가 여기에 해당하며, 인도유럽어족 내에서 고립된 언어로 분류할 수 있다. 이 보다 좀 더 극단적인 고립된 언어로 바스크어를 예로 들 수 있는데, 바스크어는 오늘날까지도 쓰이고 있는 완전한 형태의 고립된 언어이다. 바스크어의 경우, 어휘, 음성, 통사구조의 역사가 제대로 알려져 있지 않을뿐더러, (비록 주위지역의 스페인어, 프랑스어 등의 로망스어의 영향을 받긴 하였지만) 현존하는 어떤 다른언어와도 친족어 관계를 설정할 수 없다. 이외에도 한국어, 수메르어 등이 고립된 언어에 포함된다. 이러한 고립된 언어들은 각각 하나의 작은 어족을 형성한다고 보는 견해도 있다. 일례로, 바스크어를 바스크어·나바로라부르댕 바스크어·술탱 바스크어로 나누어 이들이 바스크어족을 형성한다고 보거나 한국어 중 제주어를 별개로 보아 한국어족으로 분류하는 등 언어를 나누는 기준에 따라 고립된 언어가 될 수도 있고 작은 어족이 될 수도 있다.

#### 크리올어·피진·통상어
이들 언어는 각기 다른 언어를 사용하는 집단끼리 의사소통을 하기 위해 생겨난 혼합어로 어떤 언어를 토대로 했는지에 따라 분류할 수 있다. 또 이들이 분화되어 생겨진 언어들의 친족 관계도 살필 수 있는데 예를 들어 영어를 기초로 한 크리올어인 비슬라마계 언어, 즉 비슬라마어·톡 피신어·솔로몬 제도 피진어 등은 서로의 유사성이 확연하며 어느 정도 상호 의사 소통도 가능하다. 그러나 이 세 언어는 멜라네시아라는 한 지역에서 자생적으로 발생한 피진이기 때문에 멜라네시아 외 지역에서 발생한 영어 피진, 즉 하와이 크레올 영어, 자메이카 크레올 영어등과는 상호 이해도가 아주 낮아 토대 언어가 같다고 해서 한 갈래로 나누기에는 문제가 제기된다는 의견도 있다.

### 수화
수화는 손짓을 중심으로 몸의 움직임을 통해 의사를 전달하는 언어이며 다른 자연어와는 독립된 발달을 하였다. 농아자들을 위한 수화가 대부분이지만 침묵의 서약을 지키기 위해 수도자들이 쓰는 수도원 수화, 서로 언어가 다른 부족끼리의 의사소통 등 여러 이유로 쓰이는 평원인디언 수화 등도 있다. 이들도 다른 자연어와 같이 변화·분화하기 때문에 계통 연구가 가능하다. 예를 들어 한국 수화는 일본 수화 및 대만 수화와 관계가 있다. 미국 수화는 프랑스 수화에서 발달한 것으로, 영국의 수화와는 다른 형태를 지닌다.

### 인공어
에스페란토 등의 인공어도 이론상 자연어와 같이 변화·분화할 수 있다. 다만 대부분의 인공어는 역사가 짧기도 하고 성격상 언어 형태가 정립되어 있어 분화가 사실상 이루어지지 않았다. 다만 에스페란토에 기초하여 이도가 만들어진 예와 같은 경우에는 일반적인 자연어의 분화와는 다르지만 인공어간의 친족 관계를 거론할 수도 있다.

### 대어족
여러 어족들에 대해 여러 학자들 간에 그 당위성을 놓고 의견이 분분하지만 더 나아가서 여러 어족들을 묶어 대어족을 제안하기도 한다. 일부 대어족은 가설로 여겨지는 정도가 아니라 상당수준 재구되어 있기도 하지만, 이러한 대어족에 대해 대부분의 학자나 학파는 그 존재를 부정하거나, 보류하고 있는 상태이다.
- 오스트릭어족 : 오스트로네시아어족, 오스트로아시아어족 (따이까다이어족, 몽몐어족을 포함시키도 함)
- 인도태평양어족 : 파푸아 섬, 태즈메이니아 섬 지역 언어, 안다만어족 (오스트로네시아어족은 제외)
- 우랄알타이어족 : 우랄어족, 알타이어족 (한국어, 일본어를 포함시키기도 함)
- 폰토스어족 : 인도유럽어족, 북서카프카스어족
- 이베리아캅카스어족 : 북카프카스어족, 남카프카스어족, 후르리우라르투어족
- 알라로데스어족 : 북카프카스어족, 후르리우라르투어족
- 아메린드어족 : 아메리카 대륙의 대부분 어족 (나데네어족, 이누이트알류트어족은 제외)
- 매크로수어족 : 수어족, 이로쿼이어족, 카도어족
- 콩고사하라어족 : 나일사하라어족, 니제르콩고어족
- 유라시아어족 : 인도유럽어족을 포함한 유럽, 아시아 지역의 여러 어족
- 데네예니세이어족 : 나데네어족, 예니세이어족
- 노스트레이트어족 : 인도유럽어족을 포함한 유럽, 아시아 지역의 여러 어족 (어느 어족이 포함되는지는 의견이 일치되어 있지 않음)
- 세계조어 : 세계의 모든 언어의 가상적 조어

## 주요 어족
다음은 지금까지 알려진 주요 어족의 목록이다. 여기서 이러한 어족들을 지리적 분포에 따라 정리한 것은 단지 편의를 위해서이지 지역별로 '대어족'이 있었음을 가정하는 것은 아니다.

### 유럽
여러 지역에 걸쳐 있는 인도유럽어족, 우랄어족, 튀르크어족이 분포해 있음

### 아시아

#### 북아시아
여러 지역에 걸쳐 있는 인도유럽어족이 분포해 있음
- 알타이어족 (논쟁 중)
  - 몽골어족
  - 튀르크어족
  - 퉁구스어족
- 예니세이어족 (예니세이오스탸크어족)
- 우랄어족
- 유카기르어족
- 축치캄차카어족

#### 남아시아
여러 지역에 걸쳐 있는 인도유럽어족이 분포해 있음
- 드라비다어족
- 안다만어족

#### 서아시아
서남아시아 지역을 포함
 여러 지역에 걸쳐 있는 인도유럽어족, 아프리카아시아어족이 분포해 있음
- 북카프카스어족 (논쟁 중)
  - 북동카프카스어족
  - 북서카프카스어족
- 남카프카스어족
- 후리우라르투어족 (사멸)

#### 동남아시아
여러 지역에 걸쳐 있는 오스트로네시아어족이 분포해 있음
- 몽몐어족 (먀오야오어족)
- 타이카다이어족
- 오스트로아시아어족
- 중국티베트어족

#### 동북아시아
- 한국어족
- 일본어족

### 아프리카
여러 지역에 걸쳐 있는 아프리카아시아어족이 분포해 있음
- 나일사하라어족 (논쟁 중)
  - 동수단어족
  - 중앙수단어족
  - 사하라어족
  - 송아이어족
- 니제르콩고어족
  - 만데어족
  - 우방기어족
- 코이산어족

### 태평양
여러 지역에 걸쳐 있는 오스트로네시아어족이 분포해 있음

#### 파푸아 제어
- 서파푸아어족
- 세픽어족
- 세픽하류라무어족
- 토리첼리어족
- 트랜스뉴기니어족
- 트랜스플라이불라카강어족

#### 오스트레일리아 원주민 언어
오스트레일리아 원주민 들의 여러 언어들
- 뉼뉼어족
- 달리어족
- 리밀릉아어족
- 민디어군
- 부나바어족
- 아넘어족
- 워로라어족
- 자라크어족
- 탕카어족
- 파마늉아어족

### 아메리카

#### 북아메리카
- 고원 펜우티어족
- 나데네어족
- 마이두어족
- 머스코기어족
- 살리시어족
- 샤스타어족
- 수어족
- 침시안어족
- 알그어족
- 알세아어족
- 와카시어족
- 요쿠츠어족
- 우티어족
- 유키와포어족 (논쟁 중)
- 윈투어족
- 에스키모알류트어족
- 이로쿼이어족
- 카도어족
- 칼라푸야어족
- 케레스어족
- 쿠스어족
- 카이오와타노어족
- 추마시어족
- 치누크어족
- 치마쿰어족
- 침시안어족
- 팔라이니어족
- 포모어족

 북아메리카와 중앙아메리카에 걸쳐서 분포한 어족
- 유트아스테카어족
- 유마코치미어족
- 쿠메크루도어족 (사멸)

#### 중앙아메리카
- 과이쿠르어족
- 시카케어족
- 렝카어족
- 마야어족
- 미수말파어족
- 미헤소케어족
- 오토망게어족
- 테키스틀라테코어족
- 토토나크어족
- 싱카어족

중앙아메리카와 남아메리카에 걸쳐서 분포한 어족
- 치브차어족
- 아라와크어족
- 카리브어족

#### 남아메리카
- 과이쿠루어족
- 남비콰라어족
- 마샤칼리어족
- 마스코야어족
- 마타코어족
- 모세텐어족
- 무라어족
- 바르바코아어족
- 보로로어족
- 보토쿠도어족
- 살리바어족
- 아라와어족 (사멸)
- 아루타니사페어족
- 아이마라어족
- 야노마미어족
- 오토마코어족 (사멸)
- 위토토어족
- 자무코어족
- 자부티어족
- 사파로어족
- 제어족
- 주아지보어족 (사멸)
- 지바로어족
- 지라자라어족 (사멸)
- 카라자어족
- 카마캉어족 (사멸)
- 카타카오어족 (사멸)
- 카투키나어족
- 카후아파어족
- 차루어족 (사멸)
- 차파쿠라완함어족
- 초코어족
- 촌어족
- 촐로나어족 (사멸)
- 치무어족 (사멸)
- 치파야우루어족
- 케추아어족
- 티니과어족 (사멸)
- 티모테아어족 (사멸)
- 투카노어족
- 투피어족
- 파노타카나어족
- 페바야과어족 (사멸)
- 푸리어족 (사멸)
- 푸이나베어족
- 하라큼부트어
- 후아르페어족 (사멸)

### 여러 지역에 걸친 어족
- 아프리카아시아어족 (함셈어족) : 북아프리카, 서남아시아 지역
- 오스트로네시아어족 : 동남아시아, 오세아니아, 마다가스카르 지역
- 인도유럽어족 : 유럽, 서아시아, 남아시아 지역

### 수화 어족
- 영국 수화 어족
- 프랑스 수화 어족
- 일본 수화 어족
- 아랍 수화 어족
- 독일 수화 어족
- 스웨덴 수화 어족

## 같이 보기
- 어파
- 어군 (언어학)
- 비교언어학
- 에스놀로그
- 언어

## 참고 자료
- Boas, Franz. (1911). Handbook of American Indian languages (Vol. 1). Bureau of American Ethnology, Bulletin 40. Washington: Government Print Office (Smithsonian Institution, Bureau of American Ethnology).
- Boas, Franz. (1922). Handbook of American Indian languages (Vol. 2). Bureau of American Ethnology, Bulletin 40. Washington: Government Print Office (Smithsonian Institution, Bureau of American Ethnology).
- Boas, Franz. (1933). Handbook of American Indian languages (Vol. 3). Native American legal materials collection, title 1227. Glückstadt: J.J. Augustin.
- Campbell, Lyle. (1997). American Indian languages: The historical linguistics of Native America. New York: Oxford University Press. ISBN 0-19-509427-1.
- Campbell, Lyle; & Mithun, Marianne (Eds.). (1979). The languages of native America: Historical and comparative assessment. Austin: University of Texas Press.
- Goddard, Ives (Ed.). (1996). Languages. Handbook of North American Indians (W. C. Sturtevant, General Ed.) (Vol. 17). Washington, D. C.: Smithsonian Institution. ISBN 0-16-048774-9.
- Goddard, Ives. (1999). Native languages and language families of North America (rev. and enlarged ed. with additions and corrections). [Map]. Lincoln, NE: University of Nebraska Press (Smithsonian Institute). (Updated version of the map in Goddard 1996). ISBN 0-8032-9271-6.
- Gordon, Raymond G., Jr. (Ed.). (2005). Ethnologue: Languages of the world (15th ed.). Dallas, TX: SIL International. ISBN 1-55671-159-X. (Online version: http://www.ethnologue.com).
- Greenberg, Joseph H. (1966). The Languages of Africa (2nd ed.). Bloomington: Indiana University.
- Mithun, Marianne. (1999). The languages of Native North America. Cambridge: Cambridge University Press. ISBN 0-521-23228-7 (hbk); ISBN 0-521-29875-X.
- Ross, Malcom. (2005). Pronouns as a preliminary diagnostic for grouping Papuan languages. In: Andrew Pawley, Robert Attenborough, Robin Hide and Jack Golson, eds, Papuan pasts: cultural, linguistic and biological histories of Papuan-speaking peoples  보관됨 2004-06-08 - 웨이백 머신
- Ruhlen, Merritt. (1987). A guide to the world's languages. Stanford: Stanford University Press.
- Sturtevant, William C. (Ed.). (1978-present). Handbook of North American Indians (Vol. 1-20). Washington, D. C.: Smithsonian Institution. (Vols. 1-3, 16, 18-20 not yet published).
- Voegelin, C. F.; & Voegelin, F. M. (1977). Classification and index of the world's languages. New York: Elsevier.